# 리처드 보닝

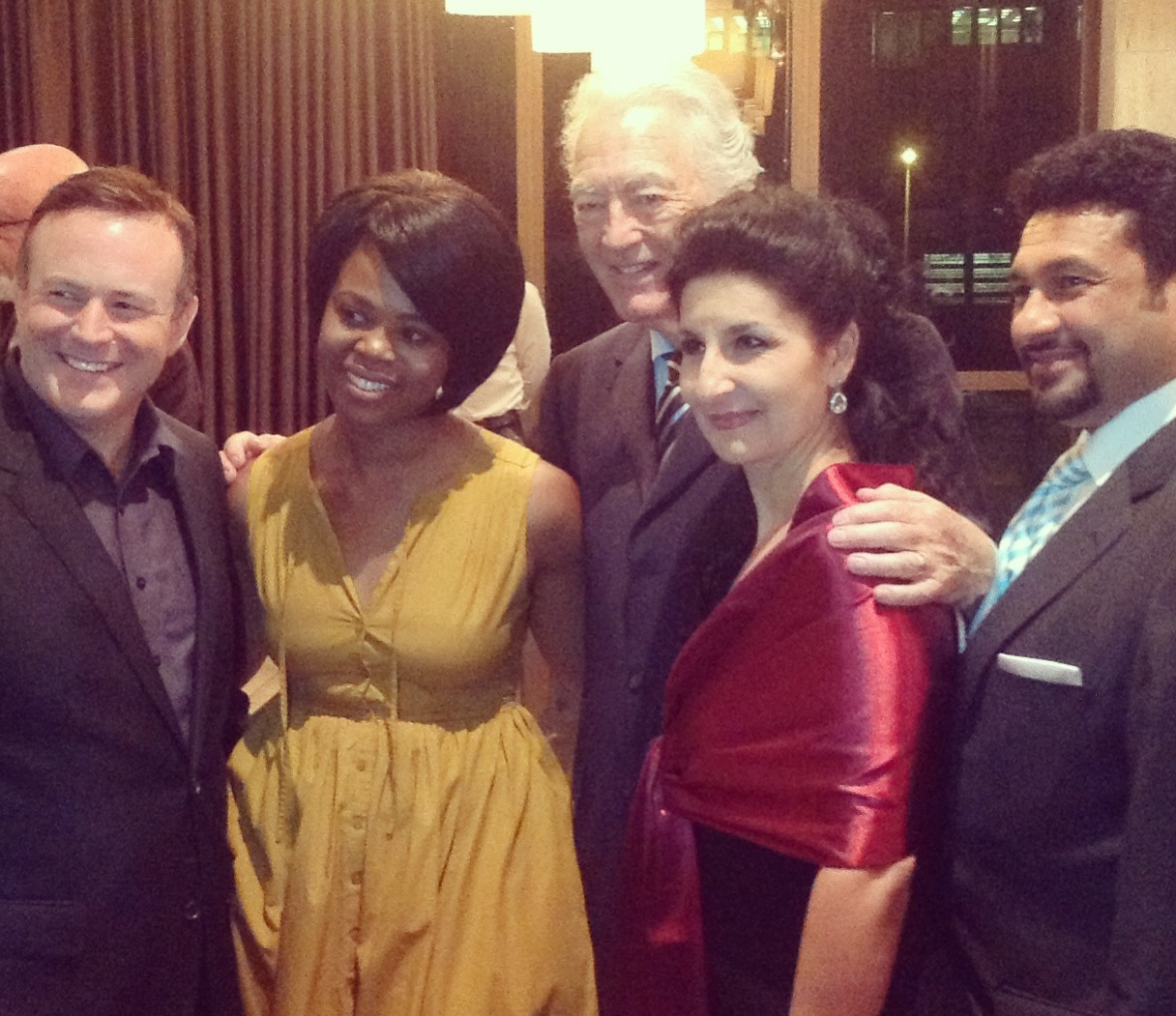

리차드 앨런 보닝 AC , CBE (/ˈbɒnɪŋ/, 1930년 9월 29일 ~)는 호주의 지휘자이자 피아니스트다. 그는 콜로라투라 소프라노 조앤 서덜랜드의 배우자다. 보닝은 1962년부터 1990년 은퇴할 때까지 서덜랜드의 거의 모든 오페라 공연을 지휘했다.
보닝은 시드니 교외의 에핑에서 태어났으며 피아노를 공부하고 런던의 왕립음악대학에서 장학금을 받았다. 그곳에서 그의 피아노 교사는 허버트 프라이어였다. 그는 음악 장학금을 포기하고 개인 피아노 공부를 계속했고 가수 코치가 되었다. 그 중 한 사람은 호주에서 동행했던 조앤 서덜랜드였다. 그들은 1954년에 결혼하여 1962년까지 오페라 리사이틀을 수행하면서 듀오가 되었다. 오페라 아리아 협주를 위한 예정된 지휘자가 병이 났고 대체 지휘자가 교통사고를 당해 보닝이 끼어들어 그 이후로 거의 모든 아내의 연주를 지휘했다.
1963년 그가 파우스트를 지휘한 밴쿠버에서 오페라 지휘자로 데뷔했다. 같은 해 밴쿠버에서도 서덜랜드와 마릴린 혼이 주연으로 노르마를 지휘했다. 그는 또한 많은 녹음에서 잉글리시 챔버 오케스트라를 지휘했다.
마스네와 이탈리아 벨칸토 작곡가에 대한 연구와 독서를 하였다. 그는 파리에서 너덜너덜한 보컬 악보를 얻었고, 이후 뉴욕 시에서 경매에서 오케스트라 전체 악보를 구입했다. 서덜랜드는 처음에 회의적이었지만 보닝은 이 작업의 열광자가 되었다.
1977년 그는 밴쿠버 오페라 오케스트라(Vancouver Opera Orchestra)의 창립 음악 감독이었으며 그곳에서 그의 아내도 참여했던 Le roi de Lahore를 지휘했다.
보닝은 1966년 12월 12일 메트로폴리탄 오페라에 데뷔했으며 1991년 4월 6일 그곳에서 마지막 공연을 했다. 그가 1966년에서 1987년 사이에 그곳에서 지휘한 대부분의 공연은 서덜랜드의 노래와 함께였다. 1960년대부터 1970년대 초반까지 그의 전문 분야는 18세기와 19세기 초반의 음악이었으며 주로 로시니, 벨리니, 도니체티의 벨 칸토 레퍼토리에 있었다.

## 참고 문헌
1. ↑  “Bonynge, Richard Alan”. It's an Honour, Commonwealth of Australia. 2012년 1월 26일. 2019년 7월 2일에 원본 문서에서 보존된 문서. 2012년 1월 26일에 확인함.
2. ↑  “Richard Bonynge AC CBE”. Melba Recordings. 2012. 2012년 2월 2일에 확인함.
3. ↑  “Richard Bonynge: The artist as a young man”. 《FainFaire》. 2010. 2012년 2월 2일에 확인함.
4. ↑  “Richard Bonynge: Maestro of bel canto”. 《FainFaire》. 2010. 2007년 10월 23일에 원본 문서에서 보존된 문서. 2012년 2월 2일에 확인함.
5. ↑  “Vancouver Opera – History: mainstage productions”. 2016년 3월 30일에 원본 문서에서 보존된 문서. 2021년 12월 17일에 확인함.
6. ↑  “English Chamber Orchestra: Conductor: Richard Bonynge”. Arkiv Music.com. 2012. 2017년 6월 30일에 원본 문서에서 보존된 문서. 2012년 2월 2일에 확인함.
7. ↑  Until that moment Vancouver Opera company used Vancouver Symphony Orchestra musicians to play in the pit
8. ↑  “Vancouver Opera – History: VOO and Chorus”. 2017년 2월 28일에 원본 문서에서 보존된 문서. 2021년 12월 17일에 확인함.